# Окіул-Алб
Окіул-Алб (рум. Ochiul Alb) — село у Дрокійському районі Молдови. Утворює окрему комуну.

## Населення
За даними перепису населення 2004 року у селі проживали 3089 осіб.
Національний склад населення села:
| Національність       | Кількість осіб | Відсоток   |
| -------------------- | -------------- | ---------- |
| молдавани румуни     | 3044 10        | 98,5% 0,3% |
| цигани               | 22             | 0,7%       |
| росіяни              | 7              | 0,2%       |
| українці             | 3              | 0,1%       |
| інша / без відповіді | 3              | 0,1%       |
| Всього               | 3089           | 100%       |

## Відомі особистості
В поселенні народився:
- Ніколай Тестеміцану (1927—1986) — молдавський хірург і політичний діяч.